# Campohermoso (Boyacá)
Campohermoso es un municipio situado en el sur oriente de la Provincia de Lengupá, en el Departamento de Boyacá, Colombia. Cuenta actualmente con 3.949 habitantes y tiene una temperatura media anual de 23 ℃.

## Toponimia

### Origen lingüístico[3]
- Familia lingüística: Indoeuropea
- Lengua: Latín

### Significado
Campus, "terreno plano", es derivación de la voz latina primitiva skapus, derivada de la raíz del mismo origen, skap, que presenta los sentidos de "cavar, rascar el campo". También se dice que campo tiene sus orígenes en la voz de la lengua árabe qampiña: “tierra extensa”. En latín la palabra age representa un espacio de tierra limitado que se labra, y el uso del latín campus, es el resultado extendido del habla de las lenguas romances. También campo toma el sentido de “ejército, lugar de batallas" en el siglo XVI y XVII.
Hermoso es una expresión derivada de la voz latina formosus, variación de la palabra del mismo origen, forma, que significa “lo que tiene en sí y lo sostiene, le sirve de apoyo y de sostén. Forma es derivado de la raíz latina for, que significa “tener, sostener, formar o determinación exterior de la materia, disposiciónn exterior, belleza, hermosura y fuerte”.

### Origen / Motivación
Los habitantes Teguas trasladaron el asentamiento al valle de Lenguapá; las extensas tierras dejaban ver un paisaje natural con condiciones climáticas favorables para los nuevos visitantes, que al descubrir el territorio lo llamaron Campohermoso.

### Nombres históricos
- Teguas (1602-1823)

## Historia
Su fundación data del 30 de noviembre de 1602, cuando fue promulgado el auto del visitador Luis Henríquez, oidor de la Real Audiencia de Santafé de Bogotá, que creó el pueblo de Teguas. Su antiguo territorio se extendió hasta la confluencia del río Túa con el Meta, cubriendo a los actuales municipios de Macanal (entonces Pueblo Viejo), Santa María, San Luis de Gaceno, Sabanalarga, Villanueva y La Fragua (hoy Páez).

## Geografía

### Límites municipales
Campohermoso está delimitado por los siguientes municipios:
| Noroeste: Miraflores, Garagoa (Río Tunjita) | Norte: Límite entre Miraflores y Páez | Nordeste: Páez              |
| Oeste: Macanal (Río Tunjita)                |                                       | Este: Páez (Río Upía)       |
| Suroeste: Santa María (Río Tunjita)         | Sur: San Luis de Gaceno               | Sureste: San Luis de Gaceno |

## División Político-Administrativa
Además de su Cabecera municipal. Campohermoso tiene bajo su jurisdicción los siguientes Centros poblados:
- Los Cedros
- Vista Hermosa

## Economía
La economía en Campohermoso comprende los siguientes sectores:
- Ganadería: 17.050 cabezas de ganado que producen 13.760 litros de leche al día.
- Agricultura: Tomate larga vida, lulo, mora, cítricos, caña de azúcar, plátano, piña, mandarina, naranja tangelo y limón Tahití.
- Artesanías: Cestería en caña brava y trabajos en fique.